# ورزشگاه رویال بافوکنگ
۲۵°۳۴′۴۳″جنوبی ۲۷°۰۹′۳۹″شرقی / ۲۵٫۵۷۸۶°جنوبی ۲۷٫۱۶۰۷°شرقی
ورزشگاه رویال بافوکِنگ (به انگلیسی: Royal Bafokeng Stadium) یک ورزشگاه چند منظوره در آفریقای جنوبی است.
این استادیوم یکی از مراکز برگزاری بازیهای جام جهانی فوتبال ۲۰۱۰ است.